# Писарєва Надія Михайлівна
Надія Писарєва (біл. Надзея Міхайлаўна Пісарава; нар. 4 липня 1988  Кінгісепп, Росія) — білоруська біатлоністка, призерка Чемпіонату світу з біатлону 2011 року в естафеті. Учасниця та призерка етапів Кубка світу з біатлону.

## Виступи на чемпіонаті світу
| Рік  | Міце проведення | Інд | Спр | Пр | МС | Ест | ЗМ |
| 2011 | Ханти-Мансійськ | —   | 65  | —  | —  | 3   | —  |

## Кар'єра в Кубку світу
- Дебют в кубку світу — 1 грудня 2010 року в індивідуальній гонці в Естерсунді — 41 місце.
- Перше попадання в залікову зону — 8 січня 2011 року в спринті в Обергофі — 35 місце.
- Перший подіум — 6 січня 2011 року в естафеті в Обергофі — 3 місце.

## Загальний залік в Кубку світу
- 2010–2011 — 91-е місце (6 очок)
- 2012–2013 — 63-е місце (48 очок)

## Статистика стрільби
| № п/п | Сезон     | Загальна         | Індивідуальна гонка | Спринт         | Гонка переслідування | Мас-старт   | Естафета       |
| ----- | --------- | ---------------- | ------------------- | -------------- | -------------------- | ----------- | -------------- |
| 1     | 2010-2011 | 78,7 % (144/183) | 81,7 % (49/60)      | 80,0 % (40/50) | 75,0 % (15/20)       | 0,0 % (0/0) | 75,5 % (40/53) |
| 2     | 2012-2013 | 80,7 % (109/135) | 85,0 % (17/20)      | 84,0 % (42/50) | 80,0 % (32/40)       | 0,0 % (0/0) | 72,0 % (18/25) |